# Hansteinia ventricosa
Hansteinia ventricosa är en akantusväxtart som först beskrevs av Donn.-sm., och fick sitt nu gällande namn av D.N. Gibson. Hansteinia ventricosa ingår i släktet Hansteinia och familjen akantusväxter. Inga underarter finns listade i Catalogue of Life.